# 暮蟬悲鳴時解 罪滅篇
《暮蟬悲鳴時解 罪滅篇》是《暮蟬悲鳴時》系列遊戲的第六作；作為解答篇《暮蟬悲鳴時解》的第二作。

## 概要
本篇是「鬼隱篇」的解答篇，解釋了「鬼隱篇」中許多事件事發的起因。故事情節從龍宮禮奈的視角來闡述，不過禮奈是篇中的主要受害者。故事最後以愉快的結局結束。   

## 故事簡介
在某天的社團水槍比賽中，各自戰勝對手的前原圭一和龍宮禮奈約定於下回決出勝負。   
另外在禮奈的家中，禮奈的父親在和妻子離異後一直都無精打采。禮奈因此希望爸爸能夠快樂，認為自己應該支持爸爸和情人間宮麗娜在一起，但是又覺得麗娜的存在，使得自己漸漸地失去在家中的地位。之後有一天禮奈去了家咖啡廳，正好碰到有一男一女向兩個人討借來的錢，其中禮奈發現麗娜是討債的其中一人，還聽到麗娜想騙光她爸爸所有的贍養費。同時，葛西辰酉與園崎詩音也進來了這家店。禮奈便問起有關討債的人有關的事，葛西與詩音跟她說完有關北條鐵平以及間宮律子（間宮麗娜是花名）的事情後，禮奈便回到了家。回到家的禮奈發現父親的存款簿裡的錢都拿去給了麗娜，便展開了行動。
發現麗娜接近父親的目的是想騙光他所有的錢，禮奈便將她約到垃圾山談判，卻差點被知道東窗事發的麗娜給勒死，禮奈便用玻璃片劃傷麗娜，再用鐵管將其毆打至死，當晚，禮奈將鐵平騙到垃圾山之後用柴刀殺害，第二天用鋸子將她倆分屍，藏進垃圾山的廢棄冰箱中，在藏屍過程中被到垃圾山探險的圭一等人發現，後來社團的所有伙伴與禮奈約定會「忘記今天的事」將屍體放入山洞中封死。
富竹和鷹野在綿流祭後還是遇害了，禮奈想起了鷹野留給她的幾本有關雛見澤連續怪死事件的剪貼簿，發現了驚人的真相。就是所謂御社神的教義之一「不要離開雛見澤」就是為了防止雛見澤症候群的蔓延，而禮奈也是這種病的患者，因為她離開雛見澤期間因精神失常而將校舍玻璃全打破，劃傷手時，發現從她的手中竄出許多蛆蟲，而且還想爬回她的身體裡。同時，根據鷹野的說法是有人想要「讓御社神的力量復活」，即是把所有的病原體（寄生蟲）散佈到整個村中，便與圭一在電話中說明了情況。這幾天禮奈都被一輛車子跟蹤，所以她認為那輛車裡面的人就是鷹野說的「那群人」之一。
知道一切的禮奈為了拯救村莊，連圭一怎麼勸她都不聽，更挾持了全校的學生與興宮警方對峙，所有人都被綁了起來，魅音還被禮奈用柴刀側面敲打額頭直到流血，圭一、梨花及沙都子分別受到輕傷。
掙脫了繩索的圭一等人從教室逃了出來，卻被禮奈拿著柴刀擋著。
「我來陪妳玩玩吧，來吧……柴刀女！」
梨花為了讓學生們逃跑，不惜賭命用拖把擋下禮奈的柴刀，掩護所有人逃走，最後梨花仍敗下陣來。
為了阻止陷入瘋狂的禮奈，圭一提起了球棒和禮奈在學校的屋頂上對打，同時梨花也從學校逃了出來，但球棒被打飛，禮奈舉起了柴刀壓制住圭一，由於圭一的話讓禮奈的態度軟化，讓她哭倒在圭一的懷中，形成喜劇結局，最終無人傷亡（此事件後來被稱為雛見澤人質挾持事件）。
平成年間，長大成人後的禮奈（據聞是39歲，職業是保險業務員）從外地回到因大災難而滅村的雛見澤村探望已老的大石（動畫「暮蟬鳴泣時 解」第一話劇情）。

## 出版書籍

### 漫畫
- 作畫：鈴羅木かりん、全4卷。

| 集數 | 史克威爾艾尼克斯 | 史克威爾艾尼克斯       | 青文出版社     | 青文出版社             | 玉皇朝        | 玉皇朝                |
| 集數 | 發售日期         | ISBN                   | 發售日期       | ISBN                   | 發售日期      | ISBN                  |
| ---- | ---------------- | ---------------------- | -------------- | ---------------------- | ------------- | --------------------- |
| 1    | 2006年12月22日   | ISBN 978-4-7575-1826-1 | 2008年12月26日 | ISBN 978-986-209-683-3 | 2009年1月6日  | ISBN 978-988-801287-9 |
| 2    | 2007年6月22日    | ISBN 978-4-7575-2027-1 | 2009年1月16日  | ISBN 978-986-209-739-7 | 2009年1月23日 | ISBN 978-988-801322-7 |
| 3    | 2007年12月22日   | ISBN 978-4-7575-2178-0 | 2009年2月10日  | ISBN 978-986-209-744-1 | 2009年3月4日  | ISBN 978-988-801336-4 |
| 4    | 2008年6月21日    | ISBN 978-4-7575-2307-4 | 2009年3月1日   | ISBN 978-986-209-779-3 | 2009年4月15日 | ISBN 978-988-801364-7 |

### 小說
- 著：龍騎士07，插圖：ともひ

暮蟬悲鳴之時 解 第二話～罪滅篇～
| 集數 | 講談社       | 講談社                 | 尖端出版社    | 尖端出版社             |
| 集數 | 發售日期     | ISBN                   | 發售日期      | ISBN                   |
| ---- | ------------ | ---------------------- | ------------- | ---------------------- |
| 上   | 2008年7月2日 | ISBN 978-4-06-283669-2 | 2012年1月31日 | ISBN 978-957-10-4739-3 |
| 下   | 2008年8月5日 | ISBN 978-4-06-283670-8 | 2012年3月16日 | ISBN 978-957-10-4797-3 |

文庫版
| 集數 | 星海社         | 星海社                 |
| 集數 | 發售日期       | ISBN                   |
| ---- | -------------- | ---------------------- |
| 上   | 2011年11月11日 | ISBN 978-4-06-138921-2 |
| 下   | 2011年12月9日  | ISBN 978-4-06-138923-6 |

## 動畫
動畫《暮蟬悲鳴時》第22～26話、《暮蟬悲鳴時解》第1話。
《暮蟬悲鳴時》
- 第22話 罪滅篇 其之壹 幸福
- 第23話 罪滅篇 其之貳 歸宿
- 第24話 罪滅篇 其之叁 34號文書
- 第25話 罪滅篇 其之肆 地球侵略
- 第26話 罪滅篇 其之伍 挽回

《暮蟬悲鳴時解》
- 第1話 重逢

## 外部連結
- アニメ公式サイト：「罪滅し編」 （页面存档备份，存于）
- 小説版「罪滅し編」 | 星海社文庫 『ひぐらしのなく頃に』 | 最前線 （页面存档备份，存于）